# Typ 212
Typ 212 je třída pokročilých diesel-elektrických ponorek Německého a Italského námořnictva. Do roku 2024 bylo objednáno celkem 24 ponorek v několika verzích. Po čtyřech jednotkách úvodní verze typ 212A objednalo Německo a Itálie, přičemž Německo získalo rovněž dvě jednotky vylepšeného typu 212B. Tyto ponorky byly dokončeny v letech 2005–2017. Vývoj pokračoval dvěma značně vylepšeněmi verzemi. Čtyři ponorky typu 212NFS objednala Itálie. Německo-norským projektem je vývoj ještě pokročilejší verze typ 212CD. Německo objednalo šest ponorek a Norsko čtyři. Z typu 212 je odvozena exportní třída ponorek typu 214.

## Stavba

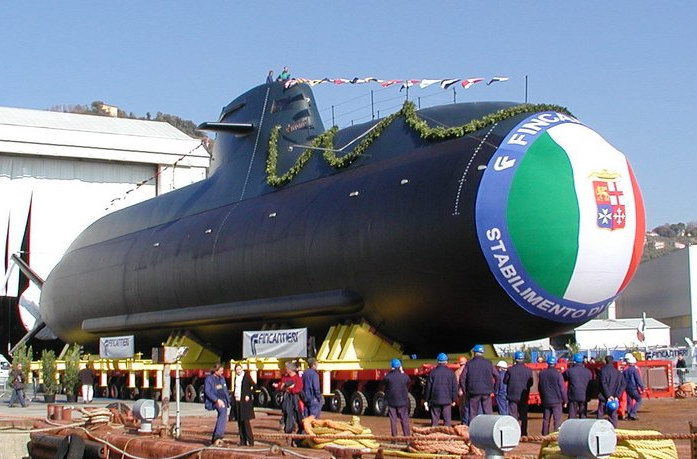
Prototypová italská ponorka Salvatore Todaro

Německé ponorky typu 212 staví loděnice Howaldtswerke-Deutsche Werft a Thyssen Nordseewerke. Německé námořnictvo nejprve objednalo stavbu čtyř jednotek verze typu 212A. Ponorky do služby vstoupily mezi říjnem 2005 a květnem 2007 jako U31 až U34. Dne 22. září 2006 byly přiobjednány další dvě vylepšené ponorky typu 212B, pojmenované U35 a U36. Poslední dvě ponorky byly do služby přijaty v letech 2015–2016.
Italské námořnictvo objednalo stavbu čtveřice ponorek typu 212A u koncernu Fincantieri. Salvatore Todaro a Scirè byly dokončeny v letech 2005–2007. Druhá dvojice byla objednána roku 2008 a dokončena v letech 2013–2014. V únoru 2021 Itálie prostřednictvím OCCAR uzavřel kontrakt na stavbu dvou dalších ponorek vylepšeného typu 212NFS (Near Future Submarine) s opcí na druhý pár. V případě uplatnění opce má být druhý pár dodán v letech 2030–2031. Typ 212NFS představuje hlubokou modernizaci typu 212A, vyvinutou koncernem Fincantieri. Stavba první ponorky typu 212NFS začala v lednu 2022 v své loděnici Muggiano v La Spezia. Druhá ponorka typu 212NFS pro italské námořnictvo byla rozestavěna v červnu 2023. Zároveň byla schválena stavba třetí ponorky této verze loděnicí Fincantieri. V červnu 2024 byla uplatněna opce i na čtvrtou ponorku typu 212NFS pro italské námořictvo.
V roce 2017 byla společná německo-norská varianta typ 212CD (Common Design) vybrána jako náhrada norských ponorek třídy Ula, přičemž další plánuje odebrat i Německo. Dne 8. července 2021 byl podepsán kontrakt v hodnotě 5,5 miliardy Euro na stavbu čtyř ponorek pro Norsko a dvou pro Německo. Hlavními dodavateli jsou německá koncern Thyssenkrupp Marine Systems (TKMS) a norská společnost Kongsberg. Zahájení stavby první ponorky verze Typ 212CD je plánováno na rok 2023. Dodávka první ponorky pro Norsko je plánována na rok 2029. Dvojice německých ponorek má být dodána v letech 2032 a 2034. S projektem je spojena modernizace loděnice TKMS v Kielu.
Verze typ 212CD představuje zásadní posun oproti základní verzi typ 212A. Je výrazně větší a její výtlak se skoro dvojnásobný. Typ 212CD je navíc první ponorka, u které byla obvyklá opatření na redukci signatur (zejména snížení hlučnosti) rozšířena o stealth tvarování trupu. Je to opatření proti aktivním sonarům, které jde dále, než často používaný anechoický potah trupu, který pingy sonaru částečně pohlcuje. Nápad na stealth tvarování trupu se objevil už v Německu za druhé světové války a dále v USA na konci 70. let 20. století (viz Sea Shadow (IX-529)).
V prosinci 2024 německá vláda podepsala smlouvu se společností TKMS na stavbu dalších čtyř ponorek typu 212CD. Německé námořnictvo tak získá celkem šest ponorek této verze.
Jednotky typu 212:
| Jméno                    | Uživatel | Verze      | Spuštěna           | Vstup do služby  | Status    |
| ------------------------ | -------- | ---------- | ------------------ | ---------------- | --------- |
| U-31 (S181)              | Německo  | typ 212A   | březen 2002        | 19. října 2005   | aktivní   |
| U-32 (S182)              | Německo  | typ 212A   | prosinec 2003      | 19. října 2005   | aktivní   |
| U-33 (S183)              | Německo  | typ 212A   | září 2004          | 13. června 2006  | aktivní   |
| U-34 (S184)              | Německo  | typ 212A   | červenec 2005      | 3. března 2007   | aktivní   |
| U-35 (S185)              | Německo  | typ 212B   | 15. listopadu 2011 | 23. března 2015  | aktivní   |
| U-36 (S186)              | Německo  | typ 212B   | únor 2012          | 10. října 2016   | aktivní   |
| Salvatore Todaro (S 526) | Itálie   | typ 212A   | listopad 2003      | červen 2005      | aktivní   |
| Scirè (S 527)            | Itálie   | typ 212A   | prosinec 2004      | 19. února 2007   | aktivní   |
| Pietro Venuti (S 528)    | Itálie   | typ 212A   | 9. října 2014      | 6. července 2016 | aktivní   |
| Romeo Romei (S 529)      | Itálie   | typ 212A   | 4. července 2015   | 11. května 2017  | aktivní   |
|                          | Itálie   | typ 212NFS | 2026 (plán)        | 2027 (plán)      | ve stavbě |
|                          | Itálie   | typ 212NFS |                    | 2029 (plán)      | ve stavbě |
|                          | Itálie   | typ 212NFS |                    | 2032 (plán)      | ve stavbě |
|                          | Itálie   | typ 212NFS |                    |                  | objednána |
|                          | Německo  | typ 212CD  |                    | 2032 (plán)      | objednána |
|                          | Německo  | typ 212CD  |                    | 2034 (plán)      | objednána |
|                          | Německo  | typ 212CD  |                    |                  | objednána |
|                          | Německo  | typ 212CD  |                    |                  | objednána |
|                          | Německo  | typ 212CD  |                    |                  | objednána |
|                          | Německo  | typ 212CD  |                    |                  | objednána |
|                          | Norsko   | typ 212CD  |                    | 2029 (plán)      | ve stavbě |
|                          | Norsko   | typ 212CD  |                    |                  | objednána |
|                          | Norsko   | typ 212CD  |                    |                  | objednána |
|                          | Norsko   | typ 212CD  |                    |                  | objednána |

## Konstrukce

### Typ 212A

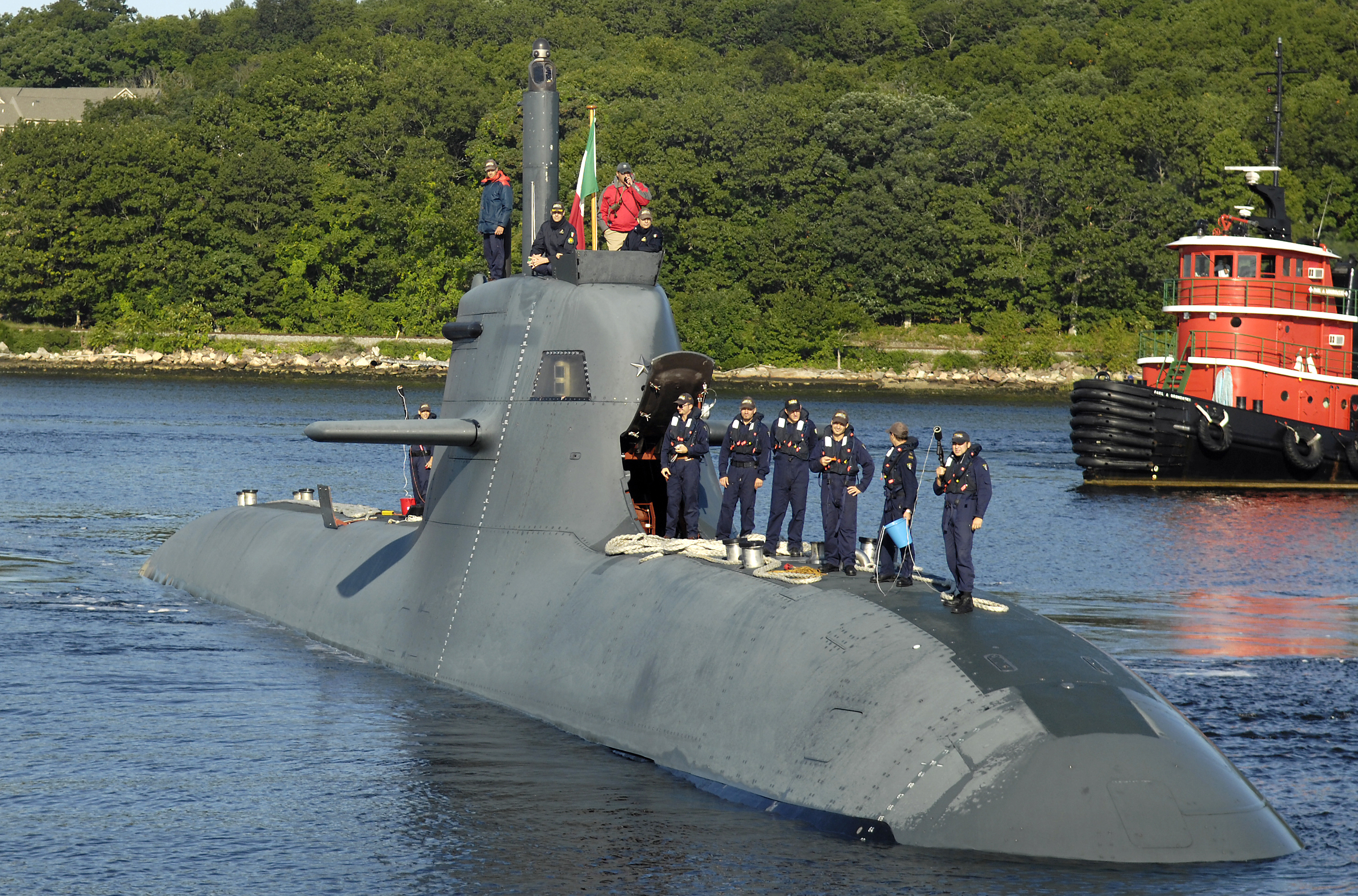
Italská ponorka typu 212A Scirè

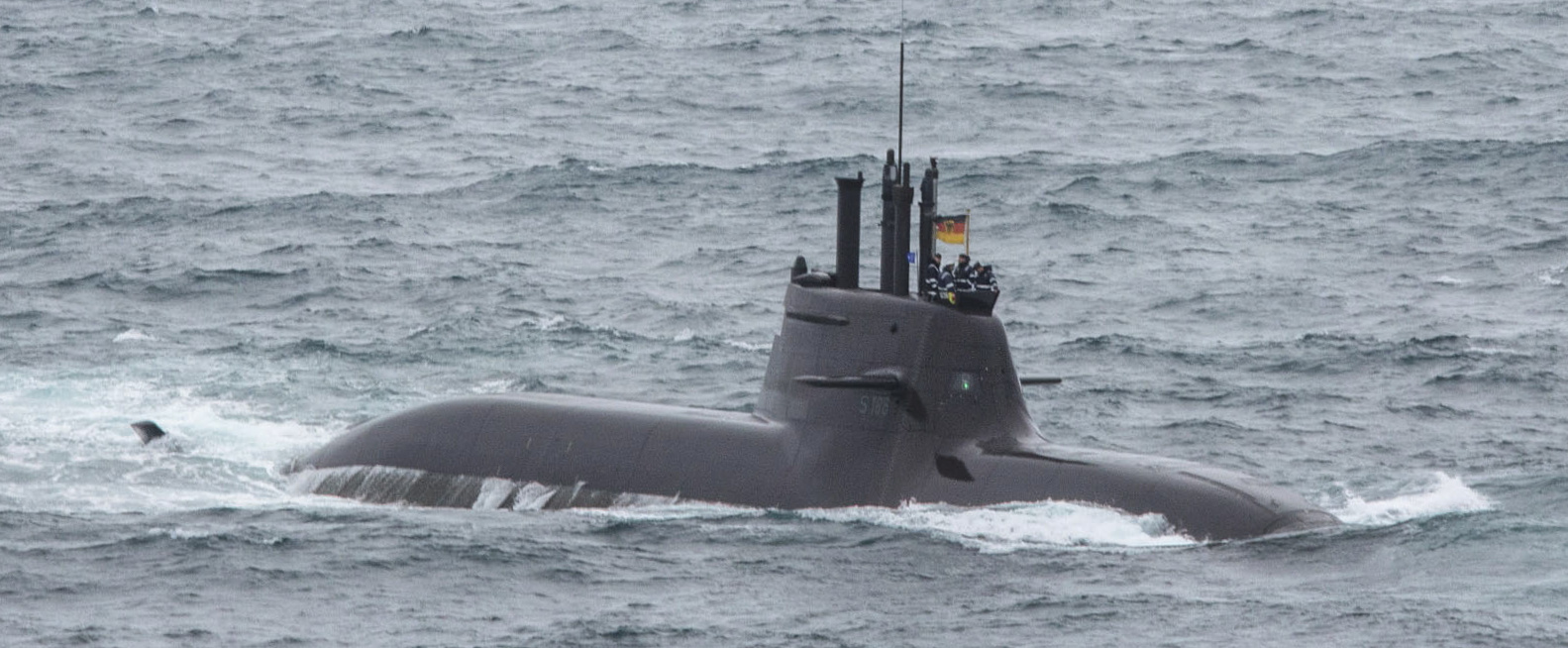
Německá ponorka typu 212B U-36 (S186)

Ponorky mají šest 533mm torpédometů, uspořádaných do skupin po třech. Mohou nést 12 torpéd Atlas Elektronik DM2A4 či 24 min. Palubní bojový řídící systém MSI-90U vyvinula norská společnost Kongsberg Defence & Aerospace. Ponorky rovněž nesou systém pro elektronický boj FL1800U a protitorpédový systém TAU 2000 firem ATLAS Elektronik a ELAC. Ponorky typu 212A jsou diesel-elektrické koncepce. Při plavbě na hladině lodi pohání diesel MTU 16V-396, který nabijí baterie pomocí generátoru Piller GmbH. Pro tichou plavbu pod hladinou však mají na vzduchu nezávislý pohon využívající palivové články firmy Siemens (air-independent propulsion – AIP). Díky nim může ponorka zůstat ponořená několikanásobně déle, než při použití klasických akumulátorů — uvádí se až 30 dní.
Druhý pár italských ponorek typu 212A by měl být vybaven novými palivovými články, jejich vývoj Itálie objednala roku 2014 u společnosti McPhy Energy.

### Typ 212B
Do konstrukce verze typ 212B byly zapracovány zkušenosti získané provozem prvních jednotek třídy. Ve velitelské věži byla instalována přechodová komora pro čtyři potápěče. Norský bojový řídící systém MSI-90U nahradil domácí ISUS-90. Modernizována byla též elektronika. Například byl instalován systém Callisto B umožňující komunikaci s ponořenou ponorkou pomocí antény vlečené bójí.

### Typ 212NFS
Hluboká modernizace typu 212A. Její trup je prodloužen o 1,2 metru. Výtlak na hladině se zvětší na přibližně 1600 tun. Zcela nově byla navržena velitelská věž. Pohonný systém bude převzat z typu 212A, tichý AIP pohon však nahradí lithium-iontové akumulátory. Instalován bude modulární bojový řídící systém Leonardo, odvozený od systému SADOC, dále integrovaný systém řízení ponorky Fincantieri a sonarový komplex ELAC Sonar. Posádku bude tvořit 29 osob. Ponorky mají rovněž pojmout více zbraní, přičemž do jejich výzbroje mají být integrovány jejich nové typy, například těžká torpéda Leonardo Black Shark Advanced.

### Typ 212CD
Oproti typu 212A budou mít ponorky menší signatury, větší dosah, rychlost a prodlouženou autonomii provozu. Ponorky budou vybaveny norským bojovým řídícím systémem Kongsberg ORCCA.

## Modernizace
Italské organizaci OCCAR italské námořnictvo zadalo výzkum možností střednědobé modernizace ponorek třídy U212A s pomocí technologií vyvinutých pro program U212 NFS.
V červnu 2025 německá loděnice TKMS podepsala kontrakt v ceně 800 milionů Euro na modernizaci šesti ponorek verze 212A provozovaných německým námořnictvem. Trvat bude přibližně deset let.

## Perspektivní výzbroj

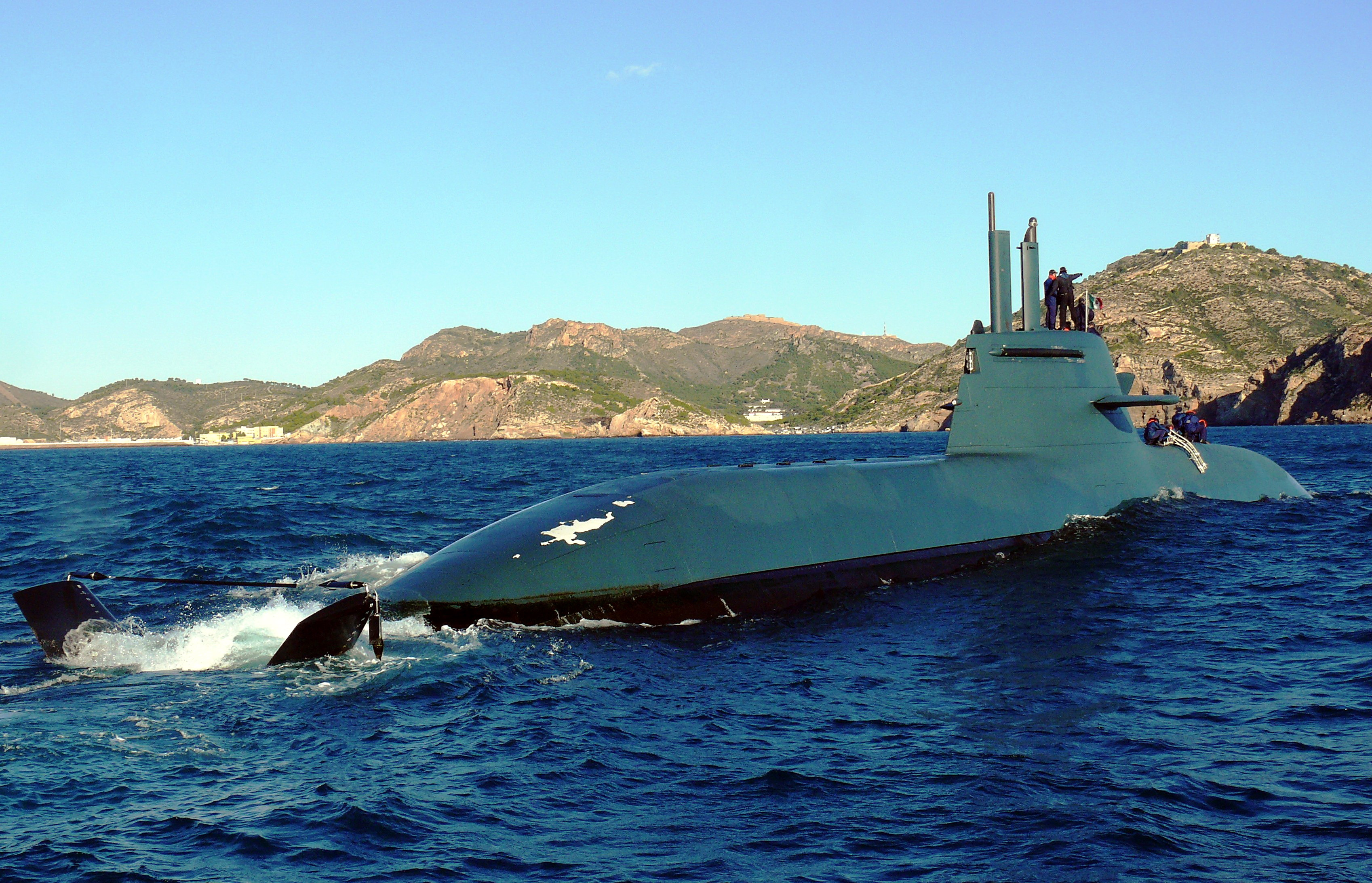
Italská ponorka Scirè

Pro odpalování z torpédometů ponorek typu 212A jsou vyvíjeny řízené střely krátkého dosahu IDAS (Interactive Defence and Attack system). Ty jsou určeny proti vzdušným cílům (primárním cílem jsou protiponorkové vrtulníky), malým hladinovým lodím a pozemním cílům na pobřeží. První zkušební odpal střely IDAS z ponořené U-33 úspěšně proběhl 29. května 2008. Začátek sériové výroby střel se očekává v roce 2016.